# Carne de Ávila

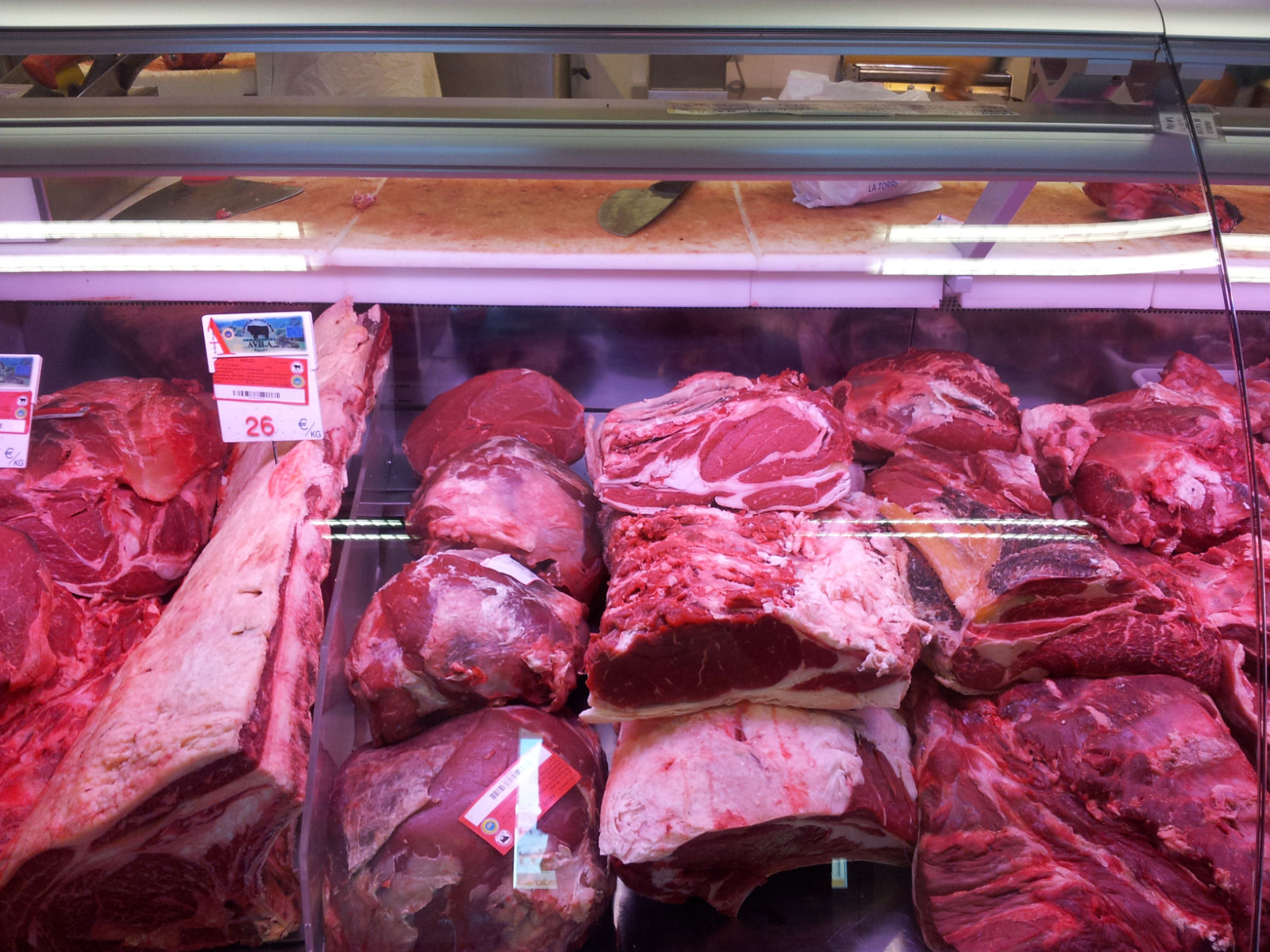
Cortes de carne de Ávila

La Carne de Ávila es una Indicación Geográfica Protegida de carne de vacuno autorizada en el año 1988, y por ello forma parte de los alimentos protegidos de Castilla y León.

## Características
El ganado productor de esta IG procede exclusivamente de la raza Avileña-Negra ibérica que se produce de manera mayoritaria en Castilla y León y Extremadura, y su Consejo Regulador tiene sede en la ciudad de Ávila.
La raza Avileña-Negra ibérica que se cría en la zona de producción de este alimento es un ejemplar evolucionado de la raza serrana, cruzada con otras razas de la Comarca, que ha dado como resultado unos animales de color negro uniforme, aunque en ocasiones se observan degradaciones en la tonalidad de la piel.